# 우주교향시 메텔
우주교향시 메텔(일본어: 宇宙交響詩メーテル)은 은하철도999의 OVA를 말한다. 마츠모토 레이지의 은하철도999시리즈 중 메텔 레전드: 교향시 숙명 후속의 에피소드이다.

## 스토리
메텔은 지난 메텔레전드 편에서 검은 상복을 입고 쓰리나인(999)호를 타고 라메탈로부터 에메랄더스와 함께 빠져나왔으나 결국 다시 라메탈로 돌아온다. 돌아오는 도중 나스카라는 쓰리나인호의 아르바이트 수리공과 만난다는 내용을 시작으로 총 13 에피소드로 나뉘어있다.

## 등장인물
메텔프로메슘의 딸이자 라레라의 손녀, 에메랄다스와는 자매이다. 오랜 시간 동안 쓰리나인 호를 타고 여행 중 다시 얼음성인 라메탈로 귀향하지만 라메탈의 위기에 휩쌓이고 모성을 위해 싸우는 여인, 에메랄다스가 있었지만 프로메슘은 그녀를 후계자로 발탁하여 영원히 죽지 못하고 시간의 여행을 계속해야 하는 여인.
나스카프로메슘을 증오하는 인물, 자신의 여자친구를 잃은 후 프로메슘에 대한 증오가 쌓인다. 초기 메텔과 대립했으나 대립을 멈추고 위험한 상황의 메텔을 구해주는 역할을 한다. 종결편에서는 자신이 직접 기계화모성을 파괴하는 나사가 되어 행성을 파괴하고 프로메슘을 처치한다.
에메랄더스메텔과는 자매이며 프로메슘의 딸, 프로메슘의 기계화에 대해 반감을 가지고 있으나 프로메슘이 기계화가 되며 고통스러워하던 모습을 직접 목격하고는 더욱 마음을 굳혀 프로메슘을 위협하는 딸이 된다. 메텔 레전드에서 메텔과 함께 쓰리나인으로 빠져나왔으나 토치로가 제작한 퀸에메랄더스호를 타고 우주해적으로서 자유롭게 살아간다.
프로메슘라메탈의 이름은 라 안드로메다 프로메슘, 천년여왕 시절엔 유키노 야요이 라메탈의 이름 뜻은 안드로메다의 태양, 그리고 자연에는 존재하지 않는 광석 프로메튬을 상징한다. 천년여왕 시절을 뒤로하고 기계인간이 된 후 고통을 겪으나 이번 에피소드에서 인간의 몸으로 돌아온다. 유성군이 내리는 곳으로 뛰어드나 사실 자신의 클론을 내세우고 자신은 기계화가 되기 위한 것이었다. 메텔을 현혹하나 에메랄더스로 인해 메텔은 기억을 찾고 에메랄더스와 메텔의 의해 죽은 후 다시 부활, 기계화 모성을 세우나 나스카에 의해 폭발한다.